# PSPD 90
PSPD 90 (Programowana Stacja Przetwarzania Danych) – 8-bitowy mikrokomputer produkowany w MERA-KFAP w Krakowie w latach 80. XX wieku, bazujący na mikroprocesorze Intel 8080. W 1985 roku liczbę instalacji szacowano na 3 tysiące.
Typowa konfiguracja składała się z wbudowanych w metalowe biurko: jednostki centralnej, monitora ekranowego opartego na elementach telewizora Vela, napędów dyskietek elastycznych 8-calowych (4 komory, w tym systemowa) i klawiatury.